# Скандале
Скандале (італ. Scandale, сиц. Scandali) — муніципалітет в Італії, у регіоні Калабрія,  провінція Кротоне.
Скандале розташоване на відстані близько 490 км на південний схід від Рима, 40 км на північний схід від Катандзаро, 14 км на захід від Кротоне.
Населення — 3250 осіб (2014).
Щорічний фестиваль відбувається 6 грудня. Покровитель — святий Миколай.

## Демографія
Населення за роками:

Станом на 1 січня 2023 року в муніципалітеті офіційно проживало 88 іноземців з 16 країн, серед них 64 громадяни країн Євросоюзу та 1 громадянин України.

## Сусідні муніципалітети
- Кротоне
- Кутро
- Рокка-ді-Нето
- Сан-Мауро-Маркезато
- Санта-Северина